# Феодор и Феофан Начертанные

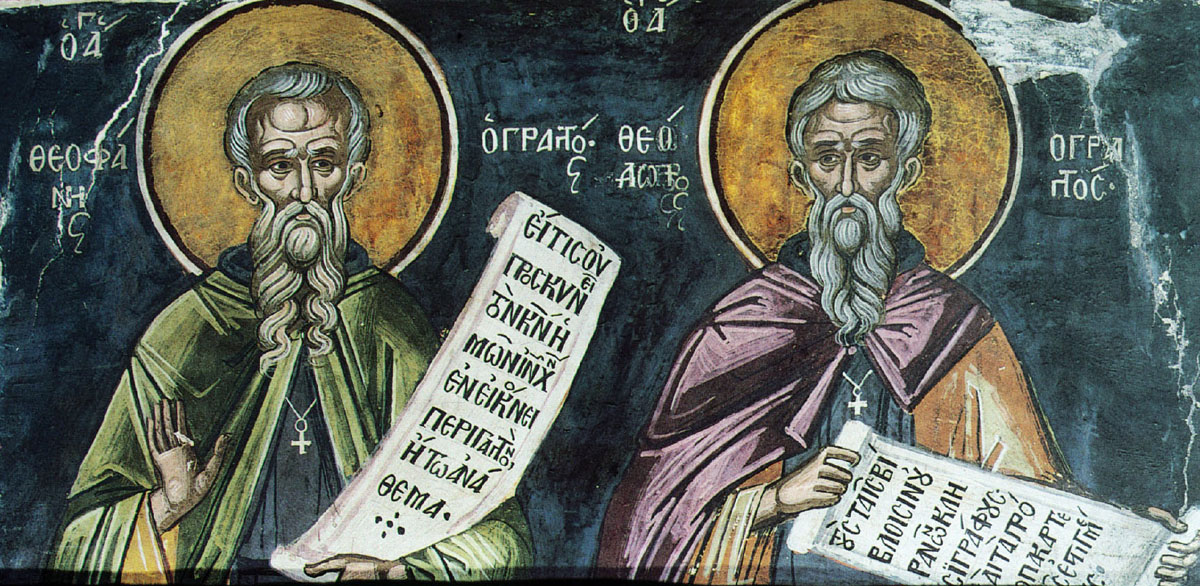
Феофан и Феодор Начертанные. Фреска 1547 года, монастырь Дионисиат, Афон

Св. Фео́дор и Св. Феофа́н Начерта́нные (греч. Θεόδωρος καὶ Θεοφανής τῷ Γραπτώ; вторая половина VIII века — Феодор †ок. 840, Феофан †ок. 850) — святые православной церкви,  византийские монахи, родные братья, исповедники, философы, пострадавшие от иконоборцев. Феофан скончался в сане епископа Никейского. В Православной церкви причислены к лику преподобных.

## Жизнеописание
Согласно житию, Феодор и Феофан родились от благочестивых православных родителей, место их рождения — Иерусалим или Аравия. Родители братьев были сирийцами. Феодор был старшим братом. Они получили хорошее образование. Будучи молодыми людьми, братья поступили жить в лавру Саввы Освященного, где приняли монашеский постриг. Здесь в монастыре они учились у одного священника. Феодор был возведён в сан пресвитера.
В 813 году императором Византии стал Лев V Армянин, который в 815 году лишил константинопольского патриарха Никифора патриаршества, созвал Поместный церковный собор, на котором были отменены постановления VII Вселенского (II Никейского) собора 787 года. Таким образом Лев запретил иконопочитание и восстановил иконоборчество. Во время этих событий патриарх Иерусалимский Фома I послал Феодора и Феофана в Константинополь, чтобы братья убедили императора отказаться от иконоборчества. Беседы братьев-философов с императором привели к тому, что император объявил обоих братьев еретиками и подверг их жестоким наказаниям. Братьев отправили в заключение, в котором они терпели различные мучения, оскорбления, раны и оковы, голод и жажду. Более двадцати лет — с 817 по 842 год — братья были мучимы и гонимы императорами-иконоборцами. Их страдания продолжались во время правления трёх императоров: Льва Армянина, Михаила Балбы и особенно ярого иконоборца Феофила (829—842). При Феофиле братьев вернули из ссылки и опять уговаривали присоединиться к иконоборческой ереси, но они всё так же твёрдо и мужественно претерпели все мучения и снова были изгнаны. Немного спустя их вызвали опять. Одним из наказаний, которому подвергли братьев по приказу императора Феофила, было следующее: на их лицах при помощи раскалённых игл были начертаны, а вернее выколоты, ямбические позорные стихи, в которых о святых исповедниках говорилось как о «сосудах суеверного заблуждения», после чего лица исповедников были изуродованы, выжжены до самых веждей (ресниц). По этой причине братья и получили второе имя — «Начертанные». Перед пыткой городской епарх просил Феодора "один лишь раз причаститься" вместе с иконоборцами — за это им обещали свободу. Но мученик ответил: «Это всё равно, как бы вы сказали: „Мы только отрубим тебе голову, а потом иди куда хочешь“». После истязания братья находились в заключении в Апамее, где св. Феодор около 840 года умер. 
Его память православная церковь отмечает  9 января (по новому стилю; 27 декабря по старому стилю). В Четьих-Минеях св. Димитрия Ростовского житие св. Феодора и Феофана помещено под 27 декабря (по старому стилю).
Мощи преподобномученика Феодора были перенесены в Халкидон, где от них совершались исцеления.
В заточении Феофан имел переписку c будущим патриархом Константинопольским исповедником Мефодием. Феофан дожил до восстановления иконопочитания и участвовал в Константинопольском соборе 843 года. Патриарх Мефодий решил поставить Феофана в митрополиты Никейские, но нашлись недовольные, указывая на то, что Феофан сириец и не имеет поручителей; на что патриарх, указывая на изуродованное лицо Феофана, сказал: «после такой надписи не нужно и желать лучшего свидетельства в его православном исповедании».
Феофан составил торжественный канон о почитании святых икон, написал четыре книги против иудеев, окружное послание исповедников о святых иконах, стихи о гонении на святые иконы; преимущественно он известен как составитель канонов, число которых простирается до 145. Умер св. Феофан около 847 года. Его память отмечается в православной церкви 24 октября (по новому стилю).